# Communauté de communes Grands sites des Gorges de l'Ardèche
La communauté de communes Grands sites des Gorges de l'Ardèche est une ancienne communauté de communes française, située dans les départements de l'Ardèche et du Gard, en régions Rhône-Alpes et Languedoc-Roussillon.

## Composition
Elle regroupait quatre communes dont trois dans le département de l'Ardèche (Labastide-de-Virac • Orgnac-l'Aven • Vagnas) et une dans le département du Gard (Issirac):
| Nom                        | Code Insee | Gentilé     | Superficie (km2) | Population (dernière pop. légale) | Densité (hab./km2) |
| -------------------------- | ---------- | ----------- | ---------------- | --------------------------------- | ------------------ |
| Labastide-de-Virac (siège) | 07113      | Bastidains  | 23,32            | 262 (2014)                        | 11                 |
| Orgnac-l'Aven              | 07168      | Orgnacois   | 21,84            | 561 (2014)                        | 26                 |
| Vagnas                     | 07328      | Vagnassiens | 23,83            | 548 (2014)                        | 23                 |
| Issirac                    | 30134      | Issiracois  | 20,28            | 270 (2014)                        | 13                 |

## Chiffres clés
- Nombre de communes : 4
- Superficie totale : 8 867 ha
- Population INSEE : 1 006 habitants
- Population DGF : 1 331 habitants

## Bureau
Président :
- René Ughetto (Maire d'Orgnac-l'Aven)

Vice-Présidents :
- Jacques Marron (Maire de Labastide-de-Virac)
- Christian Buisson (Maire de Vagnas)

## Historique
- Créée par arrêté préfectoral du 16 décembre 2005.
- 16/12/2005 : Création et adhésion des communes de Labastide-de-Virac • Orgnac-l'Aven • Vagnas
- 30/05/07 : Modification des statuts
- 21/12/07 : Adhésion d'Issirac (Gard)
- 30 décembre 2013 : dissolution de la communauté de communes qui fusionne avec la communauté de communes des Gorges de l'Ardèche, Terre des Hommes, de la Pierre et de l'Eau pour former la communauté de communes Gorges de l'Ardèche, conformément au schéma départemental de coopération intercommunale approuvé le 25 octobre 2011[1]. Issirac rejoint de son côté la communauté d'agglomération du Gard rhodanien.

## Compétences
- Assainissement non collectif
- Collecte des déchets des ménages et déchets assimilés
- Aide sociale
- Action de développement économique (Soutien des activités industrielles, commerciales ou de l'emploi, Soutien des activités agricoles et forestières...)
- Activités péri-scolaires
- Aménagement rural
- Études et programmation
- Création, aménagement, entretien de la voirie
- Tourisme
- Préfiguration et fonctionnement des Pays
- Autres